# 千里馬クラブ
千里馬クラブ（ちょるりまくらぶ、ちょんりまくらぶ、アルファベット表記：Chollima rugby football club）は、大阪府東大阪市を拠点として活動する関西ラグビーフットボール協会に所属する社会人ラグビーユニオンのクラブチーム。チームカラーはスカイブルー。

## 沿革
1980年、当時、各種学校扱いで公式戦出場が認められていなかった大阪朝鮮高級学校ラグビー部のOBメンバーを中心に結成される。
1992年には、全国クラブ大会の試験大会（全国3地域代表対抗戦）として、当時のワールドラグビー場（神戸）で行われた全国クラブ大会トライアルマッチに、関西協会代表の一つとして出場し、優勝。
1993年から始まった全国クラブ大会には、関西代表として第1回大会から13年連続で出場し、優勝1回、準優勝3回、3位5回の戦績を残している。
1996年、関西クラブリーグAリーグで六甲クラブ（現・六甲ファイティングブル）に勝利し、全勝で初優勝を飾る。しかし、同年の第4回全国クラブ大会では、決勝で再び六甲クラブと対戦し敗れ、準優勝に終わる。
2001年に、近鉄花園ラグビー場で大阪朝鮮高級学校ラグビー部の創部30周年記念試合として、六甲クラブを招いて招待試合を行う。現役部員、大学生を含むオール朝高で試合し、勝利する。
所属する関西クラブリーグAリーグでは六甲クラブとの最終節での対決が恒例となっている。互いにライバルと意識しているが、直接対決で勝利したのは優勝した1996年のほか、2007年、2008年の3度である。
2009年、近畿クラブラグビーリーグカテゴリーAにて優勝し、1996年以来、13年ぶり2度目の優勝を飾る。
2011年、近畿クラブラグビーリーグカテゴリーAにて優勝し、2009年以来、2年ぶり3度目の優勝を飾る。
2025年、全国クラブ大会決勝で北海道バーバリアンズを破って、悲願のクラブ大会初優勝を果たした。

## チーム名の由来
韓国・朝鮮語で「千里馬＝チョルリマ」と読む。簡略化して「チョンリマ」と呼ばれる。朝鮮民族の伝説の馬として知られ、チーム名は『一日に千里を駆け巡る伝説の馬のように、未来へ向けて羽ばたくチーム』との願いを込めて付けられた。

## 主な成績
- 関西クラブリーグAリーグ
  - 優勝：1回（1996年）
  - 準優勝：10回（1995年、1997年、1998年、1999年、2000年、2001年、2002年、2003年、2005年、2008年）
- 近畿クラブリーグAリーグ
  - 優勝：2回（2009年、2011年）
- 全国クラブラグビーフットボール大会
  - 優勝：1回（2024年）
  - 準優勝：2回（1993年、1996年）
  - 3位：5回（1994年、1997年、1998年、1999年、2001年）